# مريم رودريغيز
مريم رودريغيز (بالإسبانية: Miriam Rodríguez Gallego)‏ هي ملحنة ومغنية وفنانة وممثلة إسبانية، ولدت في 30 سبتمبر 1996 في بونتيدويمي في إسبانيا.

## وصلات خارجية
- الموقع الرسمي
- مريم رودريغيز على موقع IMDb (الإنجليزية)
- مريم رودريغيز على موقع ميوزك برينز (الإنجليزية)
- مريم رودريغيز على موقع أول ميوزيك (الإنجليزية)
- مريم رودريغيز على موقع أول ميوزيك (الإنجليزية)
- مريم رودريغيز على موقع ديسكوغز (الإنجليزية)
- مريم رودريغيز على موقع قاعدة بيانات الفيلم (الإنجليزية)